# Conus zonatus
Conus zonatus е вид охлюв от семейство Conidae. Видът не е застрашен от изчезване.

## Разпространение и местообитание
Разпространен е в Индия (Андхра Прадеш, Керала и Тамил Наду), Индонезия (Суматра), Малайзия (Западна Малайзия), Малдиви, Сейшели, Тайланд и Шри Ланка.
Обитава пясъчните дъна на морета и рифове.